# 石崎直
石崎 直（いしざき なお、1993年4月30日 - ）は、日本の俳優、タレント、元子役。キリンプロに所属していた。
東京都文京区出身、神奈川県川崎市育ち。日出高等学校、洗足学園音楽大学卒業。

## 出演

### CM
- 尾崎商事 カンコー学生服（2006年）
- NTT フレッツ光（2007年）
- 三井不動産販売 三井のリハウス（2007年）
- ロッテスノー 爽（2007年）
- トヨタ自動車（2007年）
- 栄光ゼミナール（2008年）
- ローソン 夢を応援基金プロジェクト - 主役
- パナソニック docomoスマートフォン
- AOKIホールディングス フレッシャーズスーツ

### テレビドラマ
- 秘太刀 馬の骨（2005年、NHK） - 論語少年 役
- 仮面ライダーカブト（2006年、テレビ朝日）
- 魔弾戦記リュウケンドー 第27話[4]（2006年、テレビ愛知） - シュウ 役
- マイ☆ボス マイ☆ヒーロー 第7話（2006年、日本テレビ） - 梅村あさひ（梅村ひかりの弟） 役
- ホカベン（2008年、日本テレビ） - 手塚 役

### 映画
- Strange Circus 奇妙なサーカス（2005年、セディックインターナショナル）
- 龍が如く 〜序章〜（2005年、セガ） - 準主役・錦山彰（幼少） 役
- 親指さがし（2006年、ザナドゥー） - 準主役・吉田信久（幼少） 役
- 口裂け女（2007年[注釈 1]、トルネード・フィルム）
- さらばゲームセンター（2008年公開[5]、映画美学校フィクション・コース初等科 2007年度修了製作実習作品[5]） - 準主役・小俣智仁 役
- ホームレスが中学生（2008年、ジョリー・ロジャー） - 主役・衣川翔太 役
- 青い鳥（2008年、日活/アニープラネット） - 下川友安 役
- アントキノイノチ（2011年、松竹）

### ビデオパッケージ
- 栄光ゼミナール（2007年）
- 味の素
- コクヨ 就活戦略ノート

### ウェブサイト
- ミランカ（2007年）
- 中学生向け理科教材 Expert of Radiation 〜身の回りで活躍する放射線〜

## モデル活動

### スチール
- 尾崎商事 カンコー学生服
- 茨城キリスト教学園
- ヤマハ キーボード